# Creu de Benet Ramon
La Creu de Benet Ramon és una creu de terme de Guimerà (Urgell) situada al nord de la vila, en una cruïlla, on es creuen els camins de Guimerà, Verdú, l'Ametlla i Plans de la Bovera. Fou objecte de robatori, i reposada amb una creu del mateix estil.
És una creu de terme amb base composta de dos graons quadrats i un sòcol rodó sobre el qual s'aixeca un fust octogonal. Es corona amb una creu plana llatina sense decoració.
A 1,1 km a l'oest de la creu, hi ha una creu gairebé idèntica a la de Benet Ramon, anomenada creu de Verdú, també en una cruïlla de quatre camins entre el camí que porta a Verdú i Tàrrega, a l'Ametlla i directament cap al santuari de la Bovera.